# Nojd

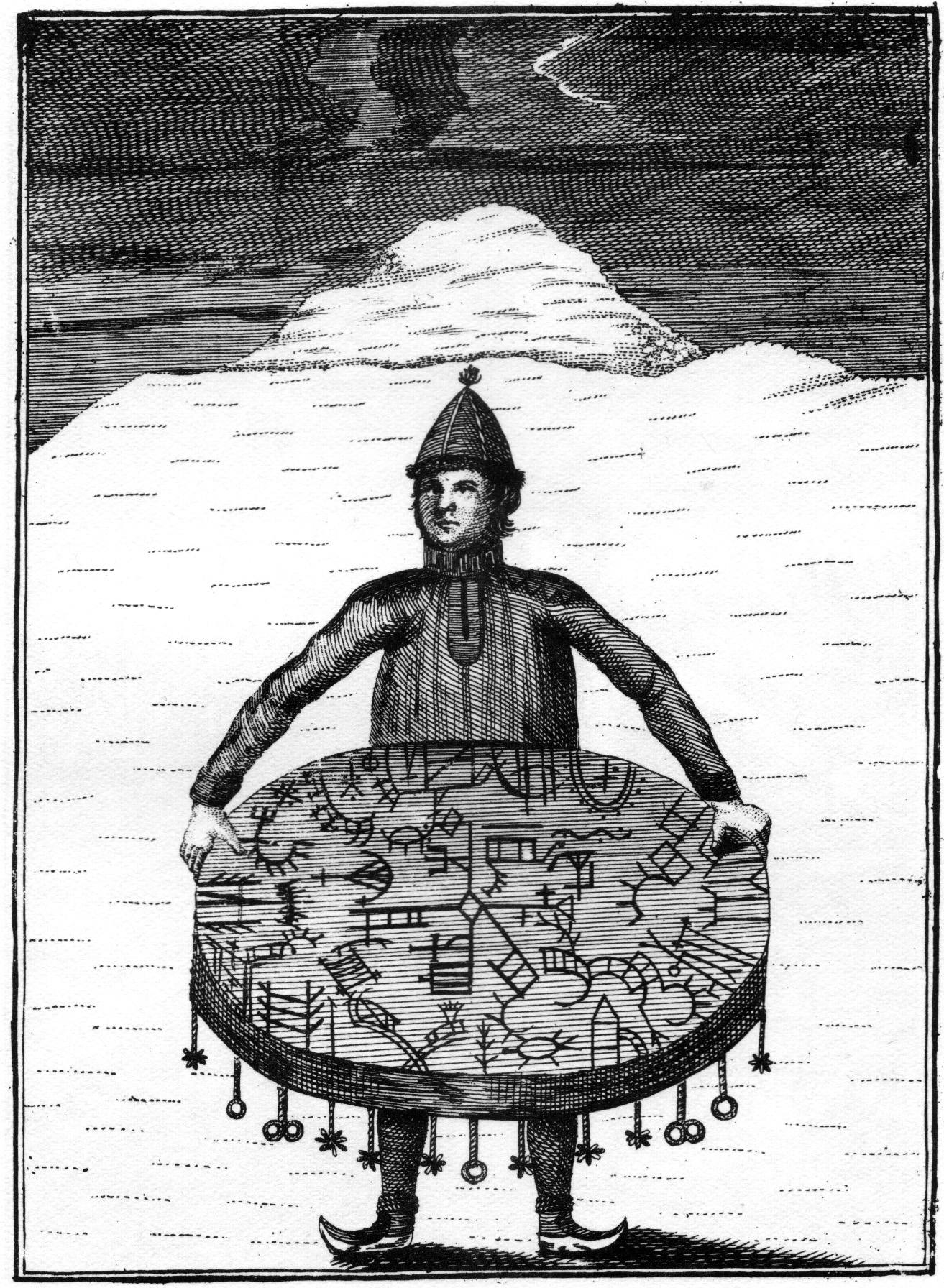
Laponský šaman z norského kraje Nord-Trøndelag, se svým bubnem pomalovaným magickými znaky. Ilustrace z knihy Popis finnmarských Laponců (1767) od Knuda Leema

Nojd, někdy také přepisováno noid (severosámsky noaidi; lulejskou sámštinou noajdde; jihosámsky nåejttie; skoltskou sámštinou nōjjd; terskou sámštinou niojte; kildinskou sámštinou noojd/nuojd), byl sámský (laponský) šaman ve skandinávských zemích, představitel domorodého přírodního náboženství. Většina nojdských praktik zanikla během 17. století, v důsledku tlaku křesťanství a „civilizující“ raně novověké státní autority. Praktiky nojdů byly královskými (dánskými a švédskými) soudy označovány jako „magické“ nebo „čarodějné“, tedy hodné trestání a vykořenění.
Některé sámské šamanské víry a praktiky se shodovaly s některými v sibiřských kulturách. Dnes již oficiálně žádný šaman neexistuje.

## Popis a dějiny
Nojdové, sámští šamani, byli tradičně léčiteli a ochranáři. Nojdové měli roli zprostředkovatele mezi lidmi a duchy. K uskutečnění tohoto zprostředkování nojdové komunikovali s duchovním světem a zeptali se, jakou oběť musí člověk učinit, aby se mu mohlo vrátit dobré zdraví, aby byl úspěšný v lovu jídla a dokonce i aby bylo dobré počasí. Nojdi navrhovali oběti pro obnovení rovnováhy mezi smrtelným a nesmrtelným světem. Použitím tradičního bubnu, který je nejdůležitějším symbolem a nástrojem sámského šamana, nojd vyvolával pomoc od dobročinných duchů a uskutečnil cestu mimo tělo prostřednictvím „volné duše“ za pomocí dalších členů sídy (společenství). Sámové rozlišují mezi „svobodnou duší“ a více světskou „duší těla“; „duše těla“ není schopna překonat rozdělení, oddělující duchovní podsvětí od více světského, hmotného, reálného světa.
Nojd se mohl zapojit do jakékoliv záležitosti, která vyžadovala moudrost; říká se, že přijímali za své služby platby. Aktivity zahrnovaly hojení lidí, pomáhání dětem, rozhodování o sobech a jejich ochranu těch, kteří představovali nejdůležitější zdroj potravy a byly také používány jako platidlo. [zdroj?]
Zdroje, z nichž se dozvídáme o nojdech, jsou soudní protokoly, příběhy, nástroje z archeologických vykopávek (jako jsou opasky) a misijní zprávy. Že byli nojdové potrestáni a v některých případech odsouzeni k smrti kvůli jejich „čarodějnictví“, by se snad mělo spíše interpretovat jako pokus o vymazání opozice vůči královské koruně.[zdroj?] Podle zákona neexistovala žádná svoboda náboženství během většiny 19. století a dříve, neboť švédská luteránská církev byla jediným povoleným náboženstvím (s výjimkou pro některé dočasné cizince). Švédští kněží podporovali přesvědčení o tom, že nojdové provozují čarodějnictví.

## Zbytky hudební tradice
U Sámů byla mimořádně důležitá šamanistická formy uctívání bubnování a tradičního zpěvu joik. Na šamanských obřadech byly zpívány některé joiky; tato paměť je uchována i ve folklórním textu (šamanský příběh).
Před nedávnem byly joiky zpívány ve dvou různých stylech, z nichž jeden je zpíván pouze mladými lidmi. Druhý joik může být identifikován s „mumláním“ joiků, připomínajícím zpěvy nebo magická kouzla.
Několik překvapivých vlastností písní joik lze vysvětlit porovnáním hudebních vzorů a kontrastu s hudebními vzory jiných kultur. V některých případech joiky napodobují přirozené zvuky. To může být v kontrastu s jinými cíli, konkrétně se alikvótním zpěvem a belcantem, kdy oba využívají lidských řečových orgánů k dosažení „nadlidských“ zvuků. V mnoha jiných kulturách jsou také přítomny alikvotní zpěvy a imitace zvuků v šamanismu. Zvukové imitace může sloužit i jiným účelům, jako jsou hry a jiné zábavy, stejně jako pro důležité praktické účely, jako je vábení zvířat během lovu.